# Ş
Ş ، ş یا S-سدیل یکی از حروف الفبای ترکی استانبولی، ترکی آذربایجانی و ترکمنی می‌باشد. همچنین در الفبای لاتین زبان‌های تاتاری، تاتاری کریمه و کردی است. این حرف نشان‌ دهندهٔ آوای /ʃ/ (ش) می‌باشد.
در گذشته در الفبای رومانیایی گاه از این حرف به جای  Ș استفاده‌می‌شد.